# Бюте, Жан
Жан Бюте́ (фр. Jean Butez; род. 8 июня 1995, Лилль) — французский футболист, вратарь клуба «Комо».

## Клубная карьера
Бюте — воспитанник клубов «Мерри» и «Лилль». В 2013 году он начал выступать за дублирующий состав. Летом 2017 года Жан на правах аренды перешёл в бельгийский «Мускрон-Перювельз». 30 июля в матче против «Остенде» он дебютировал в Жюпиле лиге. По окончании аренды клуб выкупил трансфер игрока. В начале 2020 года Бюте перешёл в «Антверпен». 8 августа в матче против своего предыдущего клуба «Мускрон-Перювельз» он дебютировал за новую команду. В 2023 году Жан помог клубу выиграть чемпионат, а также завоевать Кубок и Суперкубок Бельгии.

## Достижения
Клубные
«Антверпен»
- Победитель Жюпиле лиги — 2022/23
- Обладатель Кубка Бельгии — 2022/23
- Обладатель Суперубка Бельгии — 2023